# 圖丁 (英國國會選區)
圖丁（英語：Tooting），英國國會一自治市選區，包括英格蘭大倫敦旺茲沃思區一部。創設於1974年。
該區自創設以來一直支持工黨。2010年大選中的沙迪克·汗以43.5%選票勝出該區成功連任到2016年出任大倫敦市長一職為止。
現任該區議員為艾露珊。